# Salto (Cidra)
Salto es un barrio ubicado en el municipio de Cidra en el Estado Libre Asociado de Puerto Rico. En el Censo de 2010 tenía una población de 176 habitantes y una densidad poblacional de 41,36 personas por km².

## Geografía
Salto se encuentra ubicado en las coordenadas 18°10′11″N 66°13′31″O / 18.16972, -66.22528. Según la Oficina del Censo de los Estados Unidos, Salto tiene una superficie total de 4.26 km², que corresponden a tierra firme.

## Demografía
Según el censo de 2010, había 176 personas residiendo en Salto. La densidad de población era de 41,36 hab./km². De los 176 habitantes, Salto estaba compuesto por el 80.68% blancos, el 1.7% eran afroamericanos, el 0.57% eran amerindios, el 15.34% eran de otras razas y el 1.7% pertenecían a dos o más razas. Del total de la población el 100% eran hispanos o latinos de cualquier raza.